# High on Fire
High on Fire — сладж/стоунер-метал-группа из Окленда (штат Калифорния), сформированная в 1999 году. Основателем и фронтменом коллектива является Мэтт Пайк, который также играет на гитаре в стоунер/дум-метал-группе Sleep. В 2004 году High on Fire вошли в список «25 важнейших групп в метале», опубликованный в журнале Alternative Press.

## История
High on Fire была образована в 1999 году бывшим гитаристом Sleep Мэттом Пайком, барабанщиком Десом Кенселом и бас-гитаристом Джорджем Райсом из Dear Deceased, который первоначально проходил прослушивание на роль вокалиста. Дебютный студийный альбом группы The Art of Self Defense был выпущен на Man’s Ruin Records в 2000 году. В следующем году High on Fire заключили контракт с лейблом Relapse Records и записали пластинку Surrounded by Thieves, поступившую в продажу 28 мая 2002 года. После завершения турне в поддержку этого релиза Джордж Райс покинул коллектив, и на его место пришёл Джо Престон, бывший участник групп Melvins и Thrones.
Следующий альбом группы Blessed Black Wings (2005) был сочинён главным образом Пайком с Кенселом и спродюсирован Стивом Альбини. На песню «Devilution» был снят видеоклип. Во время совместных гастролей с Goatwhore и Watch Them Die Джо Престон покинул состав по неизвестным причинам, и его временно заменил Джефф Мац, бас-гитарист Zeke. Он оставался в группе до конца турне и стал её полноправным участником во время записи диска Death Is This Communion, выпущенного в сентябре 2007 года. Для продвижения релиза High on Fire провели небольшую серию концертов на северо-западе страны. В сентябре и октябре 2007 года группа гастролировала по Северной Америке при поддержке японского построк-коллектива Mono, а также Panthers и Coliseum. В 2008 году High on Fire участвовали в фестивале Gigantour, за которым последовало североамериканское турне с группами Opeth, Baroness и Nachtmystium.
17 декабря 2008 года High on Fire подписали контракт с Koch Records. Со 2 октября по 21 ноября 2009 года проходило их совместное турне с Mastodon, Dethklok и Converge. Над следующей пластинкой коллектив работал с продюсером Грегом Фиделманом; релиз Snakes for the Divine состоялся 23 февраля 2010 года. В очередном гастрольном турне по США группу «разогревали» Priestess, Black Cobra и Bison B.C..
2 апреля 2010 года музыканты сообщили, что они будут открывать восемь концертов Metallica в Европе.
High on Fire выпустили шестой студийный альбом De Vermis Mysteriis 3 апреля 2012 года.
В 2019 году группа получила премию Грэмми в категории «Лучшее метал исполнение» за свой альбом Electric Messiah.

## Дискография
Полноформатные альбомы
- The Art of Self Defense (2000, Man’s Ruin Records)
- Surrounded by Thieves  (2002, Relapse Records)
- Live from the Relapse Contamination Festival (2005, Relapse Records)
- Blessed Black Wings (2005, Relapse Records)
- Death Is This Communion (2007, Relapse Records)
- Snakes for the Divine (2010, E1 Music)
- De Vermis Mysteriis (2012, E1 Music)
- Luminiferous (2015, E1 Music)
- Electric Messiah (2018, E1 Music)

Мини- и сплит-альбомы
- High on Fire (EP, 1999, 12th Records)
- Hung, Drawn & Quartered / March of the Fire Ants (сплит с Mastodon) (2003, Relapse Records)
- Brother in the Wind / Gwodhunqa (сплит с Ruins) (2005, Skin Graft Records)
- Relapse Single Series (сплит с Coliseum и Baroness) (2003, Relapse Records)